# Галлієн
Пу́блій Ліци́ній Егна́цій Галліє́н (лат. Publius Licinius Egnatius Gallienus; бл. 218 — вересень 268) — римський імператор, що правив разом зі своїм батьком, імператором Валер'яном у 253—260 рр., зі своїм сином, Салоніном, у 260 році та одноосібно у 260—268 рр. Його п'ятнадцятирічне правління прийшлося на Кризу III століття та було найдовшим за півсторіччя. Був одним з так званих солдатських імператорів.

## Біографія

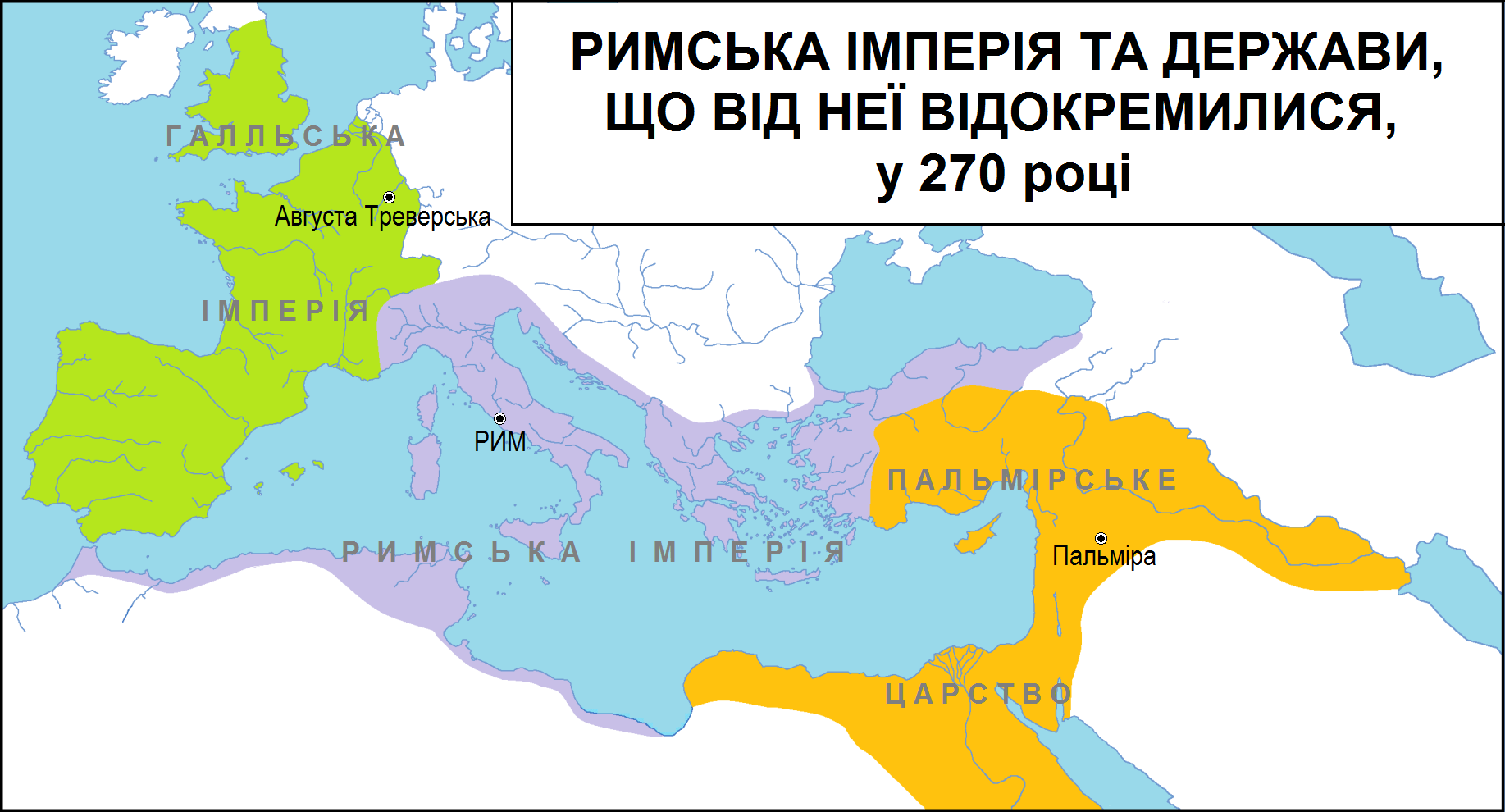

На відміну від багатьох солдатських імператорів Галлієн походить із знатної родини. Коли у 253 році його батько став управляти імперією, Галлієна признає спочатку сенат Цезарем і незабаром Валер'ян називає його Августом. Батько та син управляли імперією рівноправно — Валер'ян на сході, а Галлієн охороняв північні кордони.
Близько 260 року, коли Валер'ян потрапив у полон до персів внаслідок битви при Едесі, Галлієн ста самостійним правителем. Правління його було одним із найсумніших для імперії: з усіх боків нападали на неї зовнішні вороги, а молодий імператор мало турбувався безпекою імперії і тим викликав невдоволення і повстання в провінціях.

## Зовнішнє становище імперії

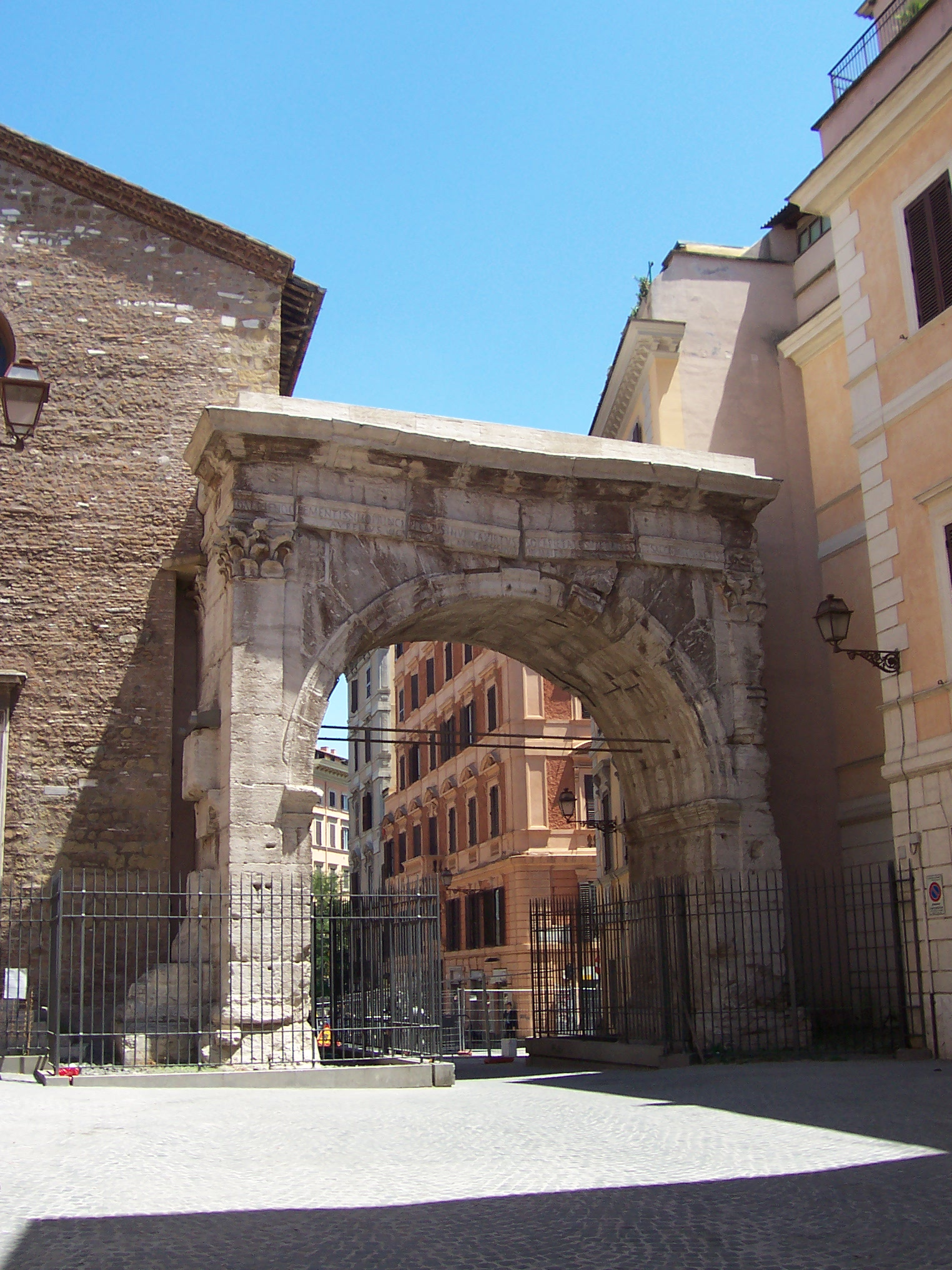
Арка Галлієна біля Есквілінських воріт у Римі.

На західну частину імперії якою керував Галлієн при своєму батькові Валер'яні постійно нападали алемани і франки, причому перші в своїх набігах проникли навіть до Італії, а останні спустошували римську територію аж до південної Іспанії; морське узбережжя спустошували сакси, а маркоманам навіть вдалося домогтися від Галлієна поступків частини верхньої Паннонії.
Через постійні напади на прикордонні фортеці в Реції алеманів, 258 року Галлієн, який перебував в Галлії, вирушив до Італії, щоб відбити їх напад, і здобув велику перемогу у Медіолані, де близько 259 року заснував монетний двір. Він також робив спроби впоратися з німецькою загрозою дипломатичним шляхом. Так, бойгемським маркоманам він дозволив утворити державу на південь від їх рідних земель на римському березі Дунаю, а сам Галлієн, як повідомляють, вступив у другий шлюб з дочкою їх вождя. Приблизно в той же час на Десятинні поля, стратегічно важливий виступ між Верхнім Рейном і Верхнім Дунаєм, напало плем'я свевів, після чого Рим втратив ці території назавжди.
На північному сході не менше збитків зазнавала імперія від нападів готів, слов'ян і деяких дрібних народів, що населяли північне узбережжя Чорного моря. Вони вторгалися в Малу Азію і на римське узбережжя Чорного моря, плюндруючи римські міста. На східних кордонах тривала боротьба проти персів.
Тільки намісник Пальміри Оденат, дещо виправив справи римлян, несподівано напавши на перське військо біля р. Євфрат, коли воно обтяжене здобиччю, поверталося додому.
З часу полону Валер'яна, та протягом останніх 8 років правління Галлієна, на Заході був зведений на престол цілий ряд воєначальників провінційних військ. Цю епоху ще стародавні історики не без достатньої на це підстави, стали називати часом 30 тиранів (аналогія з афінськими тридцятьма), хоча, насправді, число цих ефемерних вельмож навряд чи перевищувало 18. З цих узурпаторів лише двоє були знатного походження, а решта — з офіцерів (один навіть був з ковалів). Значною постаттю серед них був Постум, який близько 10 років тримався в Галлії і був визнаний Британією та Іспанією.

## Внутрішні справи
Коли звістка про поразку Валер'яна поширилася на всю імперію, полководець Інгенуй, обґрунтовуючи свої дії небезпекою з боку варварів і бездіяльністю Галлієна, спонукав військо проголосити себе імператором. Однак війська Інгенуя були розгромлені в битві при Мурсі в Паннонії. Сам він намагався втекти, але був убитий своїми ж солдатами. Це повстання спалахнуло в 260 році, але, можливо, і в 258 році, коли раптово помер Валер'ян II.
Незабаром після повстання Інгенуя його легіони проголосили імператором Регаліана, який почав карбувати в Карнунті монети зі своїм ім'ям і ім'ям своєї дружини Сульпіції Дріантілли, що належала до впливового сенаторскому роду.
Галлієн, зайнятий війною в Галлії, не відразу зреагував на новий заколот на Дунаї. Однак і Регаліан не міг розпочати якісь активні дії з розширення зони свого впливу, оскільки він був змушений відразу ж після початку правління відбивати навали сарматів, квадів та роксоланів. Можливо Регаліана вбили саме роксолани. А 262 року, після відбиття нападу на Верхню Паннонію сарматів і роксоланів, Галлієн заснував в Сисції новий монетний двір.
Галлієн в 265 році зробив чергову спробу підпорядкувати імперії територію Галльської держави. Армія на чолі з Авреолом перетнула Альпи і рушила вглиб Галлії. Авреол здобував перемогу за перемогою, але йому не вдалося домогтися остаточного розгрому противника через так звану «необережність», ймовірно, пов'язану з бажанням Авреола підтримати Постума. Вся кампанія була припинена, і ситуація залишилася невирішеною.
У 266 році Галлієн усьоме став консулом. Незабаром він був змушений виїхати на Дунай, де почалась війна з готами.
У 267 році на Сході нависла серйозна загроза готського нашестя. Почалося вторгнення на Балкани і в Малу Азію. Галлієн залишає Авреола в Північній Італії, щоб той охороняв альпійські перевали від армії Постума. Тим часом готи, змовившись з моряками з племені герулів, які недавно оселилися на березі Меотійського озера, зібрали в гирлі Дністра величезну кількість людей і кораблів. Вражаючий своїми розмірами флот вирушив у похід, і Греція і Мала Азія знову зазнали страшних спустошень. Було розорене узбережжі Віфінії, розграбовані Коринф, Спарта і Аргос. Готи повернули на північ через Беотію, де вони зіткнулися з римською армією під керівництвом Маркіяна. Маркіян був переможений, і варвари попрямували на захід, звідки йшли легіони Галлієна.
Галлієнові вдалося перехопити нападників, коли вони поверталися на батьківщину через Балкани. Напавши на розтягнуту колону ворога, римська армія здобула повну перемогу, знищивши від тридцяти до п'ятдесяти тисяч ворогів. Однак, коли вождь герулів здався, Галлієн знову звернувся до політики умиротворення і вручив йому консульські знаки. Цей військовий успіх знаменував собою перелом у Готській війні.
У тому ж році був убитий співправитель Галлієна Оденат, а його дружина Зенобія стала регенткою при семирічному синові Вабаллаті. Він успадкував титули батька, але реальну владу мала Зенобія. Пальміра за її правління відкололася від імперії, утворивши Пальмірське царство.
Із внутрішніх справ правління Галлієна слід зазначити заборону сенаторам обіймати військові посади і намісництва в імператорських провінціях, а також зміну вартості монет, викликане фінансовою скрутою (ауреус став містити не більше 5 — 6 грамів золота, а в срібних монетах кількість срібла знизилася до 20 — 5 відсотків).
Християнам Галлієн надав свободу богослужіння.
Галлієн загинув у боротьбі з одним з «воєнначальників-тиранів», а саме Авреолом, проголошеним Ретійськими легіонами імператором. Він отримав смертельну рану у сутичці зі змовниками зі своїх же офіцерів близько Мілана.
Галлієн похований біля Аппієвої дороги близько 15 км від Рима.

## Родовід
- Валер'ян І, Римський Імператор
  -  Галлієн, Римський Імператор
    -  Валер'ян II, Цезар
    -  Салонін, Римський Імператор
    -  Мариніан, Консул 268 року

- -  Валер'ян Молодший, Римський Політик